# 陸軍教化隊
陸軍教化隊（りくぐんきょうかたい）とは、大日本帝国陸海軍の部隊の一つで、犯罪傾向の強い兵士や脱走兵などを集めた特別の部隊である。問題とされた兵士を一般部隊から隔離して軍紀を維持し、特別教育と懲罰を加えて更生を図ることが目的であった。1923年以前は陸軍懲治隊（りくぐんちょうじたい）と称した。

## 沿革
明治維新後、近代軍隊の整備を進めた日本政府は陸軍刑法や海軍刑法などを制定し、軍法会議や陸軍監獄などの機関を置き、懲罰制度も設けるなど軍法に関する諸制度も整備していった。その中で、刑罰などによる処分を受けたにもかかわらず、再犯を犯す者の存在が問題視されるようになった。そのような兵士が一般部隊に混じっていることは、軍紀の維持のために有害であるとされた。他方で、国民皆兵を建前とする以上、安易に軍隊から排除することもできなかった。

そこで、1881年（明治14年）に「陸軍懲治隊概則」（明治14年4月30日陸軍省達）が制定された。これは、陸軍省総務局長だった小澤武雄少将の提言に基づき、フランス軍の制度を参考にしたものである。さらに、1902年（明治35年）に「陸軍懲治隊条例」（明治35年勅令第221号）が制定され、処分を受けた兵卒で「容易ニ改悛ノ状ナキ者ヲ収容シテ懲治スル」（1条）ための陸軍懲治隊が編成された。懲治隊は兵庫県姫路市の第10師団に隷属するものとされ（2条）、条例による編成時の職員は隊長のほか将校3人と准士官9人から成っていた。職員となる下士官の半数と兵は、全国の師団から派遣するものとされた（5条）。1902年11月12日、陸軍懲治隊は姫路市本町68番地において事務を開始した。建物は、既設の軍事刑務所である姫路衛戍監獄（1897年(明治30年)から1907年(明治40年)の間に設置。戦後は本町拘置所として利用、現・日本城郭研究センター・姫路市立城内図書館の箇所）の設備が移管された。姫路が設置場所に選ばれた理由は、日本列島の中央付近で交通の便が良かったためと言われる。

収容される兵士は懲治卒と呼ばれ、最初の懲治卒は1903年1月に編入された。当初は陸軍兵士のみが対象であったが、1908年（明治41年）には明治41年軍令第1号により、海軍兵士も編入されるようになった。懲治卒は歩兵としての軍事教育を受けるほか、主に演習時間外に労役に就かせることとされた。金銭の所持や使用、外出、休暇などについて特別の制限が加えられていた。給与も、通常の最下級軍人である二等卒（月額90銭、1905年改正後は月額1円20銭）よりもさらに安い月額60銭（1902年当時）に抑えられた。階級は剥奪（米軍の不名誉除隊に相当）されて、軍服には兵科色のみを示す襟章だけが残されていたとも言われる。
懲治隊は日露戦争後半の1905年（明治38年）1月7日に一時閉鎖された。在籍中の懲治卒は懲罰部隊として最前線に配置され、他の部隊よりも戦死のリスクが高い前提の下で勇猛果敢に戦った。1906年11月1日に再開された。
その後、1923年（大正12年）12月15日制定の「陸軍教化隊令」（大正12年軍令陸第11号）により陸軍教化隊が新設され、陸軍懲治隊は廃止となった（大正12年勅令第507号）。これに伴い、収容された兵士も教化卒（後に教化兵）と呼ばれるようになった。基本的な部隊の性格は変わっていないが、目的が懲治から「教導感化スル」（1条）に変更され、特別教育や一定の報奨も与えながら改善を図る処遇方針となった。これは従前の懲罰ベースの処遇方針が必ずしも更生に結び付かなかったことから、制度改革が図られたものである。教化隊は引き続き姫路に置かれ、後に中部第76部隊の通称号を付されて、大東亜戦争（太平洋戦争・第二次世界大戦）終結まで存続した。1933年頃の職員構成は隊長に中佐が就き、ほか将校3人、下士官10人、兵22人その他の計40人であった。
懲治卒・教化卒・教化兵として編入された兵士の数は、1906年～1944年の期間では陸軍801人と海軍80人の計881人である。清水寛は、1902年の陸軍懲治隊令制定以降に編入された兵の総数を約1000人と推定している。記録が確認できる中で編入者数の最も多い年度は、日露戦争直後の1907年の67人であった。これら収容者の大半は原隊復帰することなく、教化隊に在隊のまま現役期間を満了して除隊となっている。

なお、日本陸軍では、以上の正規の陸軍教化隊のほか、脱走兵などを集めた類似の部隊を編成した例がある。関東軍では、十五年戦争（満州事変・支那事変）後半に飛行場大隊の一つの中に特別教育隊を設け、150名の非行兵士を編入した。監視下で軽作業に従事させたほか、レクリエーション活動も盛んに行った。脱走防止に高い成果を上げ、終戦時には新たな独立部隊を編成する計画がすすんでいたという。

## 教化兵の実態
懲治卒や教化兵として編入された者は、なんらかの犯罪や軍規違反を犯して刑罰や懲罰を受け、なおかつ改善が見られないとされた者である。なお教化兵に編入されるのはあくまで入営後の犯罪に対する処分であり、入営前または予備役中に死刑・無期または6年以上の有期懲役を受けたことのある者は兵役法第4条により軍人となる資格を剥奪されていたので、そもそも入営できなかった。
脱走関係の軍規違反経験者が9割近く、平均3回程度の処分を経験していた。4割ほどは軍隊入営前からなんらかの前科があった。
こうした教化兵の中には、知的障害や精神疾患を持つ者がかなり多かった。1944年の調査では、当時在隊中の教化兵44人のうち13人が知的障害を有し、19人がなんらかの精神疾患と診断されている。前述の関東軍で設置された特別教育隊の例でも、80人が窃盗などの常習者である一方、残りの70人は知的障害者であった。
また、一般犯罪者だけでなく、思想要注意兵と呼ばれた反軍国主義者・社会主義者などが事件を起こして収容される例もあった。懲治隊時代には、幸徳秋水の関係者で脱走事件を起こした森川松寿や福田狂二が編入されたほか、教化隊となってからは天皇直訴事件を起こした北原泰作が編入されている。一般教化兵と隔離するなど特別の処遇がされ、思想要注意兵の増加が危惧された第一次世界大戦後は、相互連絡を警戒して施設を独居房中心にする対策も行われた。もっとも、思想要注意兵とされた編入者は少数で、1933年（昭和8年）までの編入総員778人のうちでは8人だけであった。

## 隊長
陸軍懲治隊
- 香取彦猪 歩兵大尉：不詳 - 1904年3月30日
- 佐々木左馬太 歩兵大尉：1904年3月30日 - 1905年1月7日
- 堤桃蔵 歩兵大尉：1906年10月27日 -
- 樫村寅之介 歩兵少佐：1917年8月6日 -
- 小林金蔵 歩兵少佐：1918年7月24日[18] -
- 北村健蔵 歩兵少佐：1922年8月15日[19] -